# 在華醫療宣教
在19世紀裡和20世紀初期，基督新教和天主教的醫生以及外科醫師的在華醫療宣教（英語：Medical missions in China），為中國現代醫學奠下許多基礎。西方醫學宣教建立第一批現代化診所和醫院，訓練第一批護士，並開設第一批醫學院。他們還展開反對鴉片濫用的工作。許多成癮的中國人接受醫療和護理，最終對公眾和官方輿論發生影響。到1901年，中國是醫療宣教教士最普遍的目的地。當時有150名外國醫生，管理128家醫院和245間藥房，治療過的患者達到170萬人次。1894年，男性醫療宣教士佔所有在華宣教士的14％。女性醫療宣教士佔4%。中國的現代醫學教育是由國際宣教士管理的醫院，在20世紀初期肇始。 

## 背景
中國的傳統中醫歷史悠久。道家的道士發展呼吸吐納方法（請參考：內功），並採取一些植物和礦物的療法，但他們的方向是期望獲得長生不老，而不是提供治療。佛教給中國帶來有關致病原因的新觀念，強調心靈的作用。相傳，佛陀本人曾對寶誌禪師說："你先去醫治他的身體，之後我再來對他的精神痛苦做治療。"

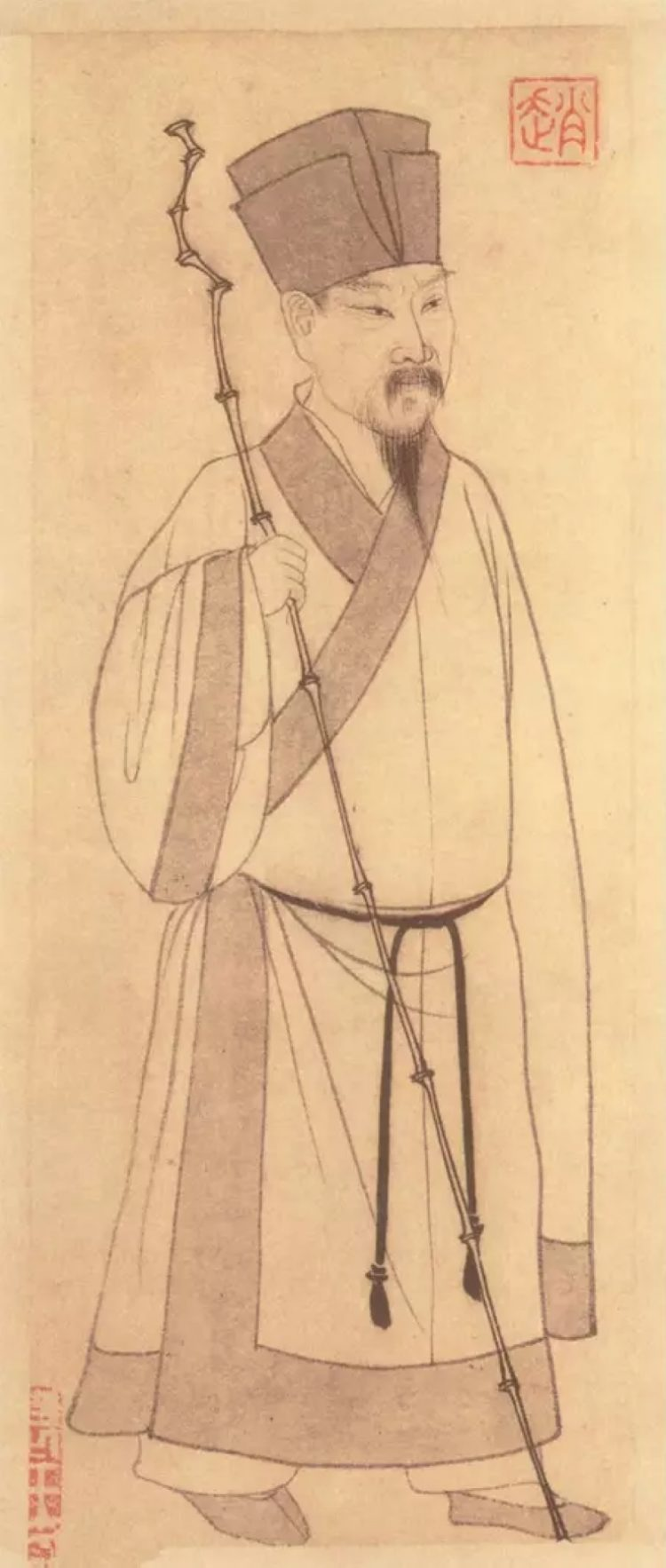
蘇軾畫像，由趙孟頫繪於元朝初期。

據報導，中國第一家醫院是由宋朝詩人蘇軾在杭州所建立，而與此同時，聖巴多羅買醫院和聖托馬斯醫院則在倫敦建立。蘇軾的醫院僱用的人員是佛教的比丘。蒙古帝國的記錄提到一個名叫艾西（Aisie）的人，他是一名語言學家，占星術士，是元朝時期忽必烈汗的御醫。他於1271年在北京（當時稱為燕京）開設一家醫院。艾西可能是法國或猶太裔。1273年的記錄說他是穆斯林，但較早的記錄則說他是基督徒。

沒有證據表明公元635年的聶斯脫里主義基督教宣教會，或者他們之後在元朝時的宣教會，或者是天主教方濟各會的若望·孟高維諾在1294年的宣教會有在中國從事任何醫療宣教工作。
1569年，屬於羅馬天主教會的葡萄牙人在澳門創立"仁慈堂"）。1667年，聖辣菲醫院（Hospital de St. Raphael，當地稱為白馬行醫院）在當地建立，由仁慈堂管理，在澳門為患有癌症的病人提供醫療服務的拉拉．雷伊斯診所（Lara Reis Cancer Clinic）也由仁慈堂管理。
耶穌會在華醫療宣教會的宣教士在17和18世紀參加過醫療工作。明朝禮部尚書兼文淵閣大學士徐光啟由利瑪竇安排皈依天主教，受洗後取名保羅（Paul）。耶穌會宣教士使用從印度而來的一磅金雞納樹皮，成功治愈康熙皇帝和朝中瘧疾的患者。"康煕三十八年（1699年），宣教士羅德先（Br. Bernard Rhodes）還用自製的西藥為皇帝醫好上唇腫病與心臓病，據說羅德先與另一名宣教士安泰（Etienne Rousset）也因此成為當時的御醫"。人們對羅德先的評語是："一位外國人，分文不取，卻能做我們那些最相關的醫生即使收錢都不肯做的事，這是多麼奇特。"。

## 基督新教徒醫療宣教會
最早的西方醫學療法是1820年由馬禮遜（Rev Robert Morrison）牧師和約翰·利文斯頓（John Livingstone）醫生（曾在不列顛東印度公司擔任外科醫生）在澳門為中國人而開的一家慈善藥房中提供。雖然馬禮遜不是醫生，但他曾在倫敦的聖巴多羅買醫院做過短期的研究。馬禮遜藥房的目的之一是發現中國藥典是否"除了有減輕西方人痛苦的手段以外，能不能提供任何別的用處 "。

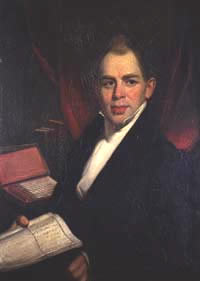
醫學宣教士伯駕

馬禮遜私底下購買800冊中醫書籍，以及各式中藥。一位李姓中國大夫指示配藥，並由一位草藥師傅在場解釋他提供藥材的特性。
1828年，原來在不列顛東印度公司任職的基督教外科醫生湯瑪斯·理查遜·卡利吉博士在廣州開設一家醫院（博濟醫院，後改稱中山大學孫逸仙紀念醫院）。卡利吉相信基督徒有責任幫助中國的病人，但他無法把全部時間投入醫療宣教的工作。他與當時的基督新教宣教士協會聯繫，並在1834年由第一位全職新教醫學宣教士伯駕，經由美國公理會差會任命，在廣州開設一家醫院。
伯駕很快意識到需要有經過訓練的中國人來協助，並於1836年訓練第一位醫學學生Kwan Ato（關杜）。伯駕把乙醚麻醉和全身麻醉藥（利用麻醉用氯仿）引進中國。孫中山醫生是他醫學院學生中最有名者，孫中山在1886年於廣州學習一年，然後返回香港繼續學業。
1836年10月，郭雷樞、伯駕、裨治文聯合發表了一份公開聲明，呼籲建立中華醫學傳教會。不久後，伯駕執業的消息傳開。當時中國不允許公開宣教，外國人被限制只能住在廣州十三行。雖然中國人半信半疑，他們仍然被新醫院所吸引。來自村莊的已婚婦女整夜坐在廣州大街上，以便在第二天清晨找機會排入擁擠在醫生門口病人隊伍裡面。另外，1838年中華醫學傳教會召開第二次會議，會員投票決
定，因廣州眼科醫院進行裝修和擴建，由伯駕在澳門開辦並主管一間醫院，於是，伯駕南下澳
門，並將他的學生、醫院侍役、門衛、買辦及幾位正在治療中的病人一同帶至澳門。 而由於主
管澳門醫院的伯駕為美國人，因此，其又被稱作美國醫院。在1840年，伯駕的廣州眼科醫院因為第一次鴉片戰爭發生而關閉之前，已經治療過9,000例嚴重病例，還有無數的輕微病例。
在1839年時，在中國的醫療宣教士只有兩名。到1842年，有更多的醫療宣教士抵達。50年後，則已有61家醫院和44個藥房，其中有 100名男性和26名女性醫生，以及一批經由醫療宣教士訓練過的本地助手。西方醫術在中國普及之前，一般中國人對外科手術所知不多，但很快的，他們對外科治療的需求就遠超出宣教醫院的能力。在1895年宣教醫院的年度報告中說，每年接受治療的病例不少於 500,000例，施行約70,000例手術，其中約有8,000例屬於重大手術。起初，中國人必須對外科醫生建立信心，並冷靜地接受艱難的外科手術。醫院在動手術前會先徵詢患者的親屬，萬一有高風險的手術失敗，通常患者家屬不會對醫院有所怨恨。
最初，中國人常對宣教醫生到中國行醫的動機有所困惑。根據查爾斯·埃斯蒂斯·薩姆納（Charles Estes Sumner）於1895年發表的一篇論文，那些曾接受過醫療宣教士的和善態度和醫療技術的病人，對他們而言，幾乎算是碰到奇蹟，因此他們覺得能啟發這種工作的宗教一定是好的宗教。
薩姆納解釋說，有些人對此並未表示感激，認為他們自己允許外國人提供治療，等於他們也對外國人提供了幫助，許多患者不願接受醫生的宗教信仰，但是有些則願意接受。薩姆納認為，許多患者返回偏遠老家之後會皈依基督教。 這種說法是描繪自認高貴基督教徒對東方中國人的看法，以及他們忘恩負義的行為，展現早期西方人對待亞洲人的家長式觀念。
用中文撰寫的西方醫學文獻，首先是由醫療宣教士所提供，而當地人的西醫訓練也是首先由醫療宣教士所提供。
在19世紀傳入中國的西醫，主要是由基督教宣教組織派遣而來的醫療宣教士，例如倫敦會（英國）、大英循道會差會 (英國)、聖道公會（英國、和美国長老會。倫敦會在1839年派遣醫學宣教士合信（生1816年，卒1873年年）到廣州，成立營運非常成功的惠愛醫館。香港華人西醫書院是由倫敦傳道會於1887年成立，第一位畢業生（1892年）是孫中山，他在 1911年領導辛亥革命，推翻清朝，建立中華民國。香港華人西醫書院於1911年併入香港大學，成為香港大學醫學院，於2006年改稱香港大學李嘉誠醫學院。
由於中國有男女授受不親社會習俗，中國婦女不願接受西醫男性醫生的治療。因此，中國急需受過西醫教育的女性醫生。美以美會女子外國宣教協會於1873年
安排盧辛達·庫姆斯醫師到中國北京，專門治療中國婦女的疾病，她是第一位女性醫療宣教士。庫姆斯醫師還在1875年建立中國第一家西醫婦女兒童醫院。上海的第一家西醫女子醫院西門婦孺醫院（現稱復旦大學附屬婦產科醫院），由黎施德在1884年成立。
隨後，女性醫療宣教士富馬利博士（生1854年，卒1927年）由長老會差會派出，在中國廣州建立第一所女性醫學院广东女医学堂，提供四年制課程。由于建校經費由美國印第安納州Edward A.K. Hackett先生捐贈，該校后改名为广东夏葛女医学校（The Hackett Medical College for Women），后又改为私立夏葛医学院（The Hackett Medical College）。到1915年，该校已經有60多名學生，多數是住校。1936年该校併入私立岭南大学，其后成为中山医科大学的前身院校，最终又成为中山大學医学学科的源流之一。
大多數學生受到富馬利醫師的影響，成為基督徒。學院文憑上標有廣東省政府的正式印鑑，表示是政府正式承認的學院。這個學院致力在宣導基督教和現代醫學，以及提高中國婦女的社會地位。夏葛醫學院附屬柔濟醫院，是學院的附屬機構，學院畢業的學生包括周理信（生1890年，卒1979年）和黃婉卿（WONG Yuen-hing），兩人在1910年代末畢業，然後在廣東省的醫院執業。
從事人道主義工作，也存在其特有的風險。在亂世時，流傳說外國醫生會挖人眼以製藥餌。1868年發生的揚州教案是由這種錯誤觀念所引起。當1894年夏天在廣州和香港爆發腺鼠疫瘟疫時，有謠言說外國醫生散佈有氣味的藥袋來殺人，一聞到就會致命，因此密謀全面舉事，誅殺外國人
大多數早期宣教醫院一開始僅配備一名醫療宣教士，沒有其他受過訓練的人員協助。最早的宣教醫院中，有倫敦會在上海設立的 "中國醫館"（由雒魏林於1844年創立）在運作，雒魏林於1840年，第一次鴉片戰爭發生，英國軍隊佔領舟山時，在浙江省定海開設第一家中國宣教醫院。後來被稱為"仁濟醫館，英文則稱為山東路醫館"（請參考：上海交通大學醫學院附屬仁濟醫院）。太平天國動亂期間，宣教醫療進展中斷，直到1865年，宣教醫院和醫學院開始設立，屬於永久性質的機構。東華醫院在香港成立，大清皇家海關總稅務司（1912年後改稱中國海關總稅務司）附設的醫療服務及其珍貴的醫療記錄在由此開始。由於當地中國人不相信西醫，以及不相信外科手術，海關醫療服務的醫生通常治療的是外國患者。

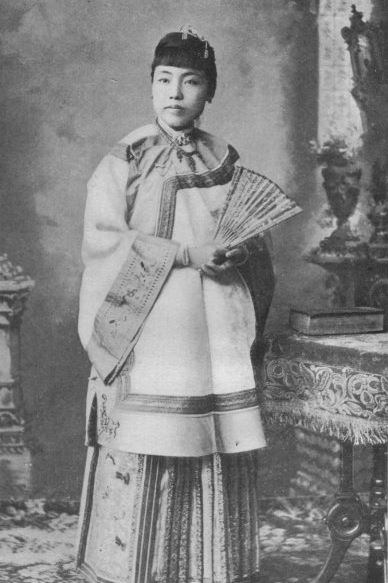
許金訇在1894年自美國賓州女子醫學院畢業。

萬巴德爵士（生1844年，卒1922年）曾在福建省廈門市的"濟世館醫"工作。他在那裡服務期間發現肺吸蟲。1866年，美國圣公会差會的汤蔼礼牧师（Elliot Heber Thomson）和中国牧師吴虹玉在上海虹口救主堂附近（今塘沽路大名路）開辦同仁醫院。1869年，英国圣公会的密杜氏（Dr Meadows）博士來到杭州，在横大方伯（今解放路）租房开设戒烟所，1871年，甘尔德医生（James Galt）将其扩展为大方伯医院，后來发展為廣濟醫院，這所醫院由梅滕更（David Durean Main）博士領導下，蓬勃發展，設有專門的麻風病和結核病療養院，到第二次世界大戰之前已有459張病床。
1875年，西格妮·特拉斯克從美以美會獲得經費，在福建省福州市建立一家女子醫院，該醫院在成立後第一年年底已有1,208名註冊患者。特拉斯克的福州當地學生有許金訇，她被安排到美國學習。之後許金訇在1895年回到福州，為當地的婦女提供西醫訓練。
1880年，英國伦敦会的马根济博士建立天津马大夫医院（現為天津市人民醫院）。路博施博士接任马根济，讓這家醫院成為當地頗負盛譽的醫院。

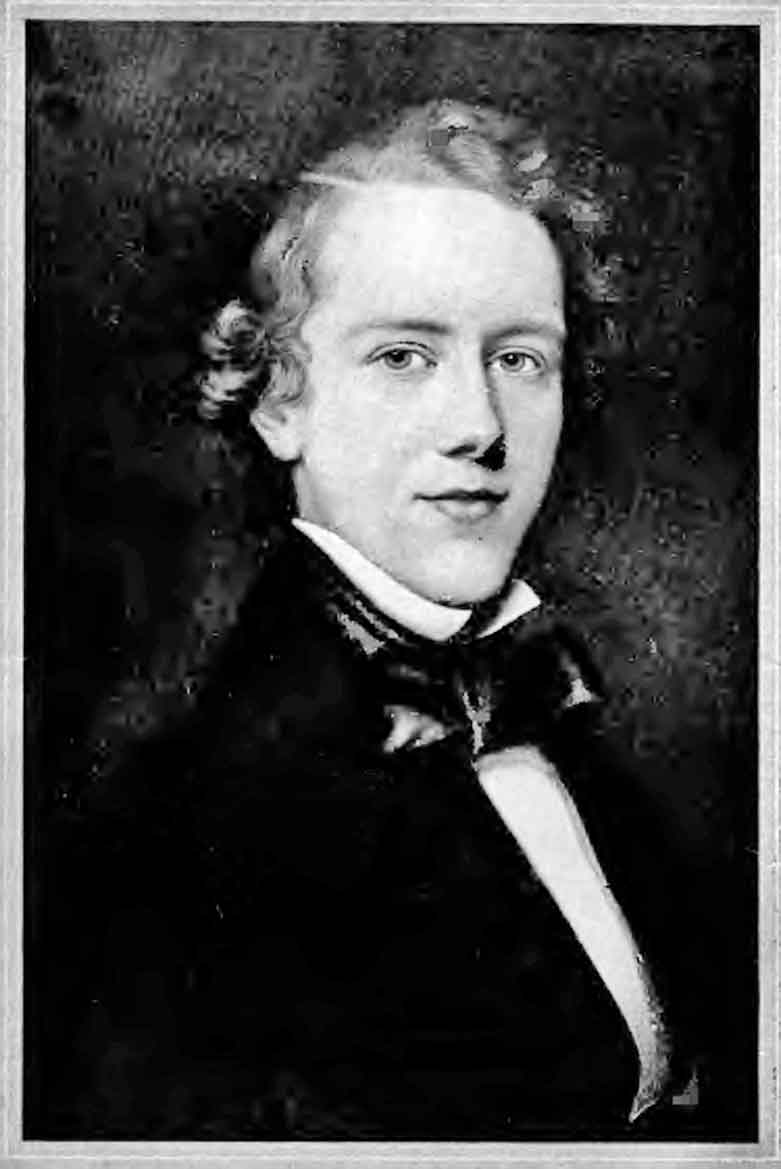
21歲時的戴德生

在此期間，另一位著名的醫療宣教士是中國內地會（現已改組為海外基督使團）的創始人戴德生，他曾在皇家倫敦醫院受教。雖然最初的中國內地會少有訓練過的醫生，但後來有兩位訓練有素的宣教士赐斐德和海恆博加入。 1883年，苏格兰长老会传教医师司督阁在盛京（沈阳）东关小河沿开办一所诊所，后来发展为盛京施醫院（現稱中國醫科大學附屬盛京醫院），司督阁後來在1912年在醫院旁建立奉天醫科大學（後被併入現在的中國醫科大學）。

## 台灣
馬雅各（James Laidlaw Maxwell）博士於 1865年開始在台灣開展醫療宣教工作。他育有兩位著名的醫療宣教士兒子。馬士敦和小马雅各。馬士敦在北京協和醫學院擔任婦科學教授，小马雅各在前中華醫學會（China Medical Association，請參考中國醫療行業）工作，並擔任麻風病醫療傳道會遠東區秘書。小马雅各最終於1949年初重中國，在杭州擔任麻風病專科醫生，並在浙江醫科大學擔任醫學教授。他於1951年去世，小马雅各贏得中華人民共和國政府的尊重，葬禮時政府有派員參加。在香港的喜靈洲有"麥克斯韋紀念醫院"以他的名字命名（這醫院在1975年被關閉，病人移往荔枝角醫院）。

## 20世紀
1931年，在中國的500家醫院中，有235家由基督新教宣教士所管理，有10家由天主教宣教士所管理。當時接受西式醫學教育的，醫生中，宣教醫院的佔61％，護士中宣教會佔32％，醫學院中宣教會佔50％。到1923年，在中國的宣教醫院病床的數目以及教會醫生的數目，都佔全世界宣教會的一半左右。
到1937年，中國共有254家宣教醫院，但其中一半以上，或者在第二次世界大戰期間被日軍空襲炸毀，或者在中國抗日戰爭、或是在國共內戰之中，兩軍交戰時被毀。第二次世界大戰後，這些醫院中的大多數至少已部分復原，最終由中華人民共和國政府接管，但仍繼續作為醫院運作中。

## 參照
- 中國基督教
- 在中國基督教醫院名單（英语：List of Christian hospitals in China）
- 鍾愛華
- 基督教醫療宣教（英语：Medical missions）

## 進一步閱讀
- Kaiyi Chen. Seeds from the West : St. John's Medical School, Shanghai, 1880–1952. Chicago: Imprint Publications,  2001. ISBN 1-879176-38-6.
- G. H. Choa. "Heal the Sick" Was Their Motto : The Protestant Medical Missionaries in China. Shatin, N.T., Hong Kong: Chinese University Press,  1990. ISBN 962-201-453-4
- Kathleen L. Lodwick. Crusaders against Opium : Protestant Missionaries in China, 1874–1917. Lexington: University Press of Kentucky,  1995. ISBN 0-8131-1924-3.
- Karen Minden. Bamboo Stone: The Evolution of a Chinese Medical Elite. Toronto; Buffalo: University of Toronto Press,  1994. ISBN 0-8020-0550-0.
- Guangqiu Xu. American Doctors in Canton: Modernization in China, 1835–1935. New Brunswick, N.J.: Transaction Publishers,  2011. ISBN 978-1-4128-1829-2.
- Austin, Alvyn J Saving China: Canadian missionaries in the middle kingdom 1888–1959. Toronto, University of Toronto Press, 1986. ISBN 0-8020-5687-3
- Crawford, David S James Watson, MD, LRCSE - an Edinburgh-trained physician and surgeon in northeastern China 1865–1884. Journal of the Royal College of Physicians of Edinburgh v.36:4. December 2006. pp. 362-365（页面存档备份，存于）.
- Fulton, Austin. Through Earthquake, Wind and Fire - Church and Mission in Manchuria 1867-1950" St Andrew Press, Edinburgh 1967.

1. ↑  Estes, Charles Sumner. . Baltimore: Johns Hopkins University. 1895. OCLC 10128918. Charles Sumner Estes.